# Kadebostany
Kadebostany ist eine 2008 gegründete Schweizer Popband aus Genf. Laut ihren eigenen Angaben stammen sie aber aus der kleinen europäischen Republik „Kadebostan“. Sie schafften 2013 mit ihrem Album Pop Collection den Durchbruch in der Schweiz und wurden als einzige Band dreifach für die Swiss Music Awards nominiert.

## Diskografie

### Alben
- 2011: The National Fanfare of Kadebostany
- 2013: Pop Collection
- 2017: Monumental – Chapter I
- 2018: Monumental
- 2023: Play This At My Funerals

### Singles
- 2012: Walking with a Ghost
- 2013: Crazy in Love
- 2013: Jolan
- 2014: Palabras

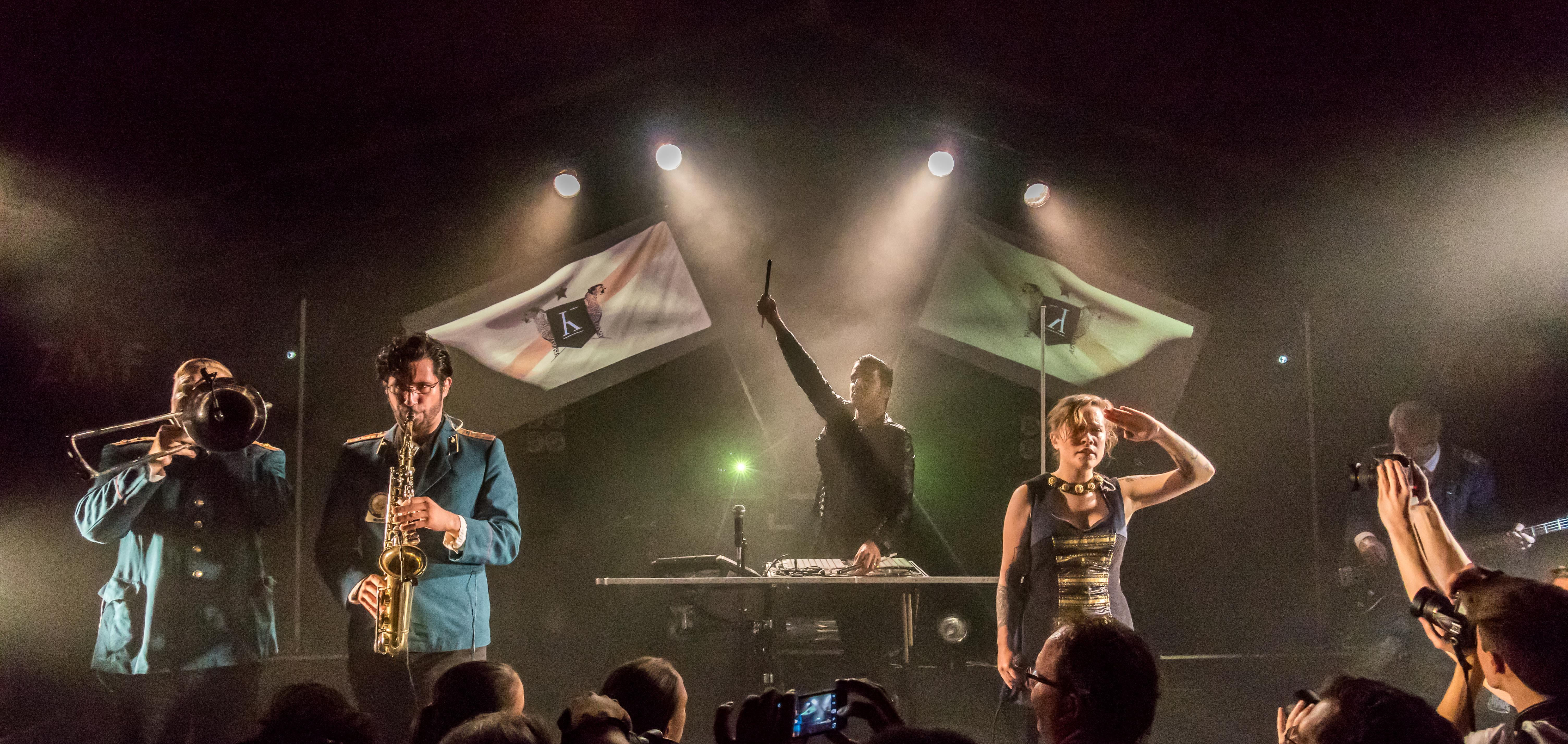
Kadebostany beim Zelt Musik Festival 2014 in Freiburg im Breisgau

- 2015: Castle in the Snow (mit The Avener)
- 2016: Frozen to Death
- 2017: Mind If I Stay
- 2018: Save Me